# Haliplus varius
Haliplus varius ist ein Käfer aus der Familie der Wassertreter (Haliplidae). 

## Merkmale
Die Käfer erreichen eine Körperlänge von 3 Millimetern. Der Körper ist an der Oberseite nur schwach glänzend und matt und überall sehr fein punktförmig strukturiert. Die Deckflügel tragen feine Punktstreifen und teilweise zusammenfließende schwarze Längsstreifen. Der Halsschild ist gelb und trägt sowohl am Vorder- wie Hinterrand eine gut definierte schwarze Querbande. Basalstricheln können ausgebildet sein oder auch fehlen. Der Prothorax ist zwischen den Hüften nicht gerandet und dicht punktiert. 

## Vorkommen und Lebensweise
Die Art kommt im Osten Finnlands und im Nordwesten Russlands, in Polen, Nord- und Ostdeutschland, den Niederlanden, Belgien, dem Nordosten Frankreichs, Norditalien, Österreich und Tschechien vor. Sie ist in Mitteleuropa selten und nur lokal verbreitet. Die Tiere leben in sauberen, stehenden und langsam fließenden Gewässern.